# Magdalena Mączyńska
Magdalena Mączyńska primo voto Tempelman (ur. 1945 w Krakowie) – polska archeolog, prof. dr hab., związana zawodowo z Instytutem Archeologii Uniwersytetu Łódzkiego specjalizująca się w okresie rzymskim oraz okresie wędrówek ludów, Członek Zespołu Okresu Przedrzymskiego i Rzymskiego Komitetu Nauk Pra- i Protohistorycznych PAN, Członek Korespondent Niemieckiego Instytutu Historycznego (Deutsches Archäologisches Institut).

## Życiorys
Magdalena Mączyńska ukończyła archeologię na Uniwersytecie Jagiellońskim w 1968 r. W 1972 r. rozpoczęła pracę w Instytucie Archeologii UJ jako asystentka, później adiunkt. W 1975 r. obroniła pracę doktorską Paciorki z okresu rzymskiego i wczesnej fazy okresu wędrówek ludów w środkowoeuropejskim Barbaricum.
W 1986 r. habilitowała się na Uniwersytecie Jagiellońskim, na podstawie pracy Części stroju kobiecego w okresie rzymskim w środkowo- i wschodnioeuropejskim Barbaricum.
W latach 80. XX wieku była wykładowcą archeologii Merowingów na Uniwersytecie w Zurychu. W latach 1992–1993 jako profesor wizytujący na uniwersytetach w Kilonii, Wiedniu i Berlinie.
Od 1993 roku zatrudniona w Instytucie Archeologii Uniwersytetu Łódzkiego. W 1998 r. uzyskała profesurę tytularną, od 2002 jest profesorem zwyczajnym.
Współpracuje z Państwowym Muzeum Archeologicznym i Instytutem Archeologii Uniwersytetu Warszawskiego.
Była też kierownikiem misji archeologicznej w ramach Pomorskiej Ekspedycji Archeologicznej UŁ na cmentarzysku z kurhanami i kręgami kamiennymi w Babim Dole-Borczu.
W dorobku naukowym posiada ponad 100 publikacji, w tym Wędrówki ludów, historia niespokojnej epoki IV i V wieku, Warszawa, 1996. 
Współautorka koncepcji objazdowej wystawy archeologicznej (2017-2020) Barbarzyńskie tsunami. Okres wędrówek ludów w dorzeczu Odry i Wisły.
W 2016 roku Magdalena Mączyńska przeszła na emeryturę.